# 三代一就
三代 一就（みよ かずなり、1902年（明治35年）1月12日 - 1994年（平成6年）5月28日）は、日本の海軍軍人。最終階級は海軍大佐。旧名、辰吉（たつきち）。

## 経歴
茨城県で農家の三代捨次郎の二男として生まれる。高輪中学を経て、1920年（大正9年）8月26日、海軍兵学校第51期入学。同期に小園安名、山本祐二、樋端久利雄らがいる。1923年（大正12年）7月14日、海軍兵学校51期を卒業。少尉候補生、練習艦に乗組。1924年（大正13年）12月、海軍少尉任官。
1927年（昭和2年）9月、霞ヶ浦海軍航空隊17期飛行学生。1928年（昭和3年）5月、横須賀海軍航空隊付。1929年（昭和4年）11月、国際連盟帝国代表随員を務める。1931年（昭和6年）11月、空母「鳳翔」分隊長。1933年（昭和8年）12月1日、海軍大学校甲種33期入校、1935年（昭和10年）11月、卒業。1936年（昭和11年）10月、空母「加賀」飛行隊長に就任。第三航空戦隊参謀に着任。霞ヶ浦航空隊教官に着任。第四航空戦隊参謀に着任。1938年（昭和13年）、第二連合航空隊参謀に着任。第二艦隊参謀に着任。
1939年（昭和14年）11月、海軍中佐に昇進。11月15日、軍令部第1部第作戦課航空主務部員に着任。1941年昭和16年12月8日、太平洋戦争開始。
1942年（昭和17年）4月、連合艦隊が発案したミッドウェー作戦に三代ら軍令部は反対しFS（フィジー・サモア）作戦を主張した。三代は、敵の大型機がハワイから支援可能なのに対し日本は基地航空部隊の能力から付近の索敵ができないこと、攻略して敵の艦隊を誘い出し決戦すると言うが相手は不利ならば他にも手があり出てこないであろうこと、ミッドウェーを取れても敵の艦隊がある限り確保できないこと、FS作戦で西から攻めれば敵の空母は出てくるしミッドウェーより容易であることが理由だったという。これに対し、連合艦隊参謀の三和義勇は「フィジー方面の作戦に関し、軍令部側相当異論あるが如し。何れも妄論に近し。特に同方面に依り、米豪交通を遮断し得と考へるは、子供の議論なり。」と日記に残している。最終的に連合艦隊も歩み寄りニューカレドニア、フィジーは攻略確保しサモアは連合艦隊長官・山本五十六の意向で攻略、破壊後は引き上げる計画になった。戦後、三代はFS作戦について「（FS作戦は）オーストラリアを本拠地にして反撃されるのを防ぐため、ニューカレドニアはじめできれば豪州北東一部占領する計画。陸軍がうんと言わず引っこめた」「フィジー、サモアまで手を出さずその辺を抑えれば補給を断ち攻撃して米豪を遮断する」と答えている。曽我清少尉はそれに対し「日本はアメリカにとてもかなわないと言いながら開戦するとオーストラリアを取らないとダメと大言壮語している」「ここまでとらなきゃいかん、とったらここからやられるからまたここはいかんという、富岡さんや三代さんなんかは敵を知らず己を知らなかった」と批判している。
さらに軍令部はアリューシャン西部要地攻略をミッドウェー作戦と同時に行う案を加えた。三代は、アリューシャン西部に進出し米大型機による本土空襲、米ソ連絡を妨害しシベリアの米航空基地化を防ぐ案とし、キスカとミッドウェーで哨戒機を往復させ空母接近を防ぐ意見も出たが霧があるため不可能で反対したという。
6月、ミッドウェー作戦が失敗すると、海軍はガダルカナル島に進行して米豪分断の目的を達成しようとした。この際に行われた海軍のダルカナル島の飛行場造成は計画性がなく、それを巡る戦闘でも陸海軍に大きな被害を出す結果になった。三代は、ガダルカナルに陸上飛行場の適地はあるが飛行機を配備するにはまだ不足しているので水上機でやろうと考えており、飛行場の造成に関しては軍令部は知らず現地部隊の第四艦隊が勝手に始めたものと戦後証言している。しかし、設営隊本隊のガ島上陸の翌7月7日、軍令部作戦課は参謀本部作戦課に「FS作戦の一時中止」を正式に申し入れ、「ガダルカナル陸上飛行基地（最近造成に着手、8月末完成の見込）」という文書を提示している。
12月24日、第十一航空艦隊参謀に着任。1943年（昭和18年）1月4日、南東方面艦隊参謀を兼務。10月1日、第七三二海軍航空隊司令に着任。1944年（昭和19年）5月1日、海軍大佐に進級。7月10日、横須賀航空隊副長兼教頭に就任。
1945年（昭和20年）7月、軍令部出仕。三代によれば特攻隊の司令に志願したが今はそれよりB-29をなんとかしないといけないから軍令部で研究するように言われたという。1945年8月、終戦。12月、予備役に編入。